# Mark Kerr
Mark Kerr (ur. 21 grudnia 1968 w Toledo) – amerykański zapaśnik i zawodnik mieszanych sztuk walki (MMA). Srebrny medalista Igrzysk Panamerykańskich w zapasach z 1995, dwukrotny mistrz turniejowy UFC w wadze ciężkiej z 1997 oraz trzykrotny mistrz świata ADCC w submission grapplingu z 1999 i 2000.

## Krótka biografia[1][2]
Urodził się w Toledo. W dzieciństwie chciał zostać gwiazdą WWF toteż w szkole wyższej w 1984 zaczął trenować zapasach, gdzie wygrał m.in. międzystanowe mistrzostwa w zapasach w Toledo. Przez ten czas miał okazję przypatrywać się seniorom m.in. już wtedy utytułowanemu zapaśnikowi Markowi Colemanowi, który uczęszczał do tej samej szkoły. W college'u kontynuował karierę zapaśnika zostając w 1992 mistrzem I Dywizji Akademickich Mistrzostw Stanowych NCAA. Do 1994 wygrywał jeszcze kilka dużych zawodów na szczeblu amatorskim w tym Mistrzostwo USA w stylu wolnym po czym zainteresował się mieszanymi sztukami walki głównie w celu zarobkowym. Został wicemistrzem igrzysk panamerykańskich w 1995. Triumfator Pucharu Świata w 1994 i drugi w 1992 roku.

## MMA

### WVC i UFC
W zawodowych sztukach walki zadebiutował trzy lata później w styczniu 1997 na brazylijskim turnieju vale tudo WVC 3, który wygrał pokonując w walkach bez reguł trzech rywali. Po sukcesie w Brazylii w lipcu 1997 został zaproszony do turnieju wagi ciężkiej UFC 14, który pewnie wygrał pokonując dwóch rywali przed czasem. Jeszcze w tym samym roku w październiku ponownie zwyciężył w turnieju UFC pokonując obu rywali w nieco ponad minutę. Mimo sukcesów które osiągnął w kraju, postanowił związać się kontraktem z japońską organizacją PRIDE Fighting Championships głównie ze względu na warunki finansowe które były o wiele wyższe niż te proponowane przez UFC.

### PRIDE FC
W Japonii zadebiutował 15 marca 1998 w pojedynku z mistrzem K-1 Chorwatem Branko Cikaticiem. Amerykanin zwyciężył przez dyskwalifikację Cikaticia który nie odnalazł się w nowej dyscyplinie i przez większość pojedynku przytrzymywał się lin. Do końca roku stoczył jeszcze dwa zwycięskie starcia po czym 4 lipca 1999 na PRIDE 6 poddał japońską gwiazdę wrestlingu i założyciela PRIDE Nobuhiko Takadę kluczem na rękę. We wrześniu tego samego roku przegrał przed czasem ze znanym z nokautującego ciosu Ukraińcem Ihorem Wowczanczynem, lecz po krótkim czasie wynik walki zmieniono na "nierozstrzygnięty" z powodu zadania przez Ukraińca nielegalnych ciosów kolanami w parterze (ówcześnie zabronionych).
Będąc niepokonanym od swojego debiutu na początku 2000 został włączony do wielkiego szesnastoosobowego turnieju PRIDE Grand Prix 2000 bez podziału na kategorie wagowe. Prócz Kerra do turnieju zaproszono m.in. Royce Gracie, Kazushiego Sakurabe oraz jego kolegę z czasów szkolnych Marka Colemana. W pierwszej rundzie turnieju Kerr zwyciężył Ensona Inoue lecz na finałowej gali 1 maja 2000 uległ w ćwierćfinale Kazuyuki Fujicie i odpadł z rywalizacji. W latach 2000–2004 stoczył w PRIDE jeszcze cztery pojedynki notując bilans 1-3 (przegrana m.in. w rewanżu z Wowczanczynem oraz Heathem Herringiem) po czym zawiesił karierę na dwa lata.

### Lata 2006-2009
Po powrocie do MMA w 2006 notował głównie porażki m.in. z Olegiem Taktarowem, Jeffem Monsonem i Muhammedem Lawalem. Po porażce z tym ostatnim zakończył karierę zawodniczą.

## Mistrzostwa Świata ADCC
Kerr jest jak dotąd jedynym zawodnikiem spoza Brazylii któremu udało się zdobyć trzy złote medale na prestiżowych Mistrzostwach Świata ADCC. W latach 1999–2000 zdobywał dwukrotnie złoto w kat. +99 kg oraz raz w kategorii absolutnej (brak limitu wagowego). W tym czasie wygrywał z utytułowanymi zawodnikami m.in. Joshem Barnettem, Ricco Rodriguezem czy Mário Sperrym.

## Osiągnięcia
Mieszane sztuki walki:
- 1997: World Vale Tudo Championship 3 – 1. miejsce w turnieju
- 1997: UFC 14 – 1. miejsce w turnieju wagi ciężkiej
- 1997: UFC 15 – 1. miejsce w turnieju wagi ciężkiej

Grappling:
- 1999: Mistrzostwa Świata ADCC – 1. miejsce w kat. +99 kg
- 2000: Mistrzostwa Świata ADCC – 1. miejsce w kat. +99 kg
- 2000: Mistrzostwa Świata ADCC – 1. miejsce w kat. absolutnej (brak limitu)

Zapasy:
- 1992: Puchar Świata – 2. miejsce w kat. 100 kg (Moskwa)
- 1992: NCAA Division I Collegiate Championships – 1. miejsce w kat. 100 kg
- 1994: USA Senior Freestyle Championships – 1. miejsce w kat. 100 kg
- 1994: Puchar Świata – 1. miejsce w kat. 100 kg (Edmonton)
- 1995: Igrzyska Panamerykańskie – 1. miejsce w kat. 100 kg (Mar del Plata)